# Friedrich Gustav Arvelius
Friedrich Gustav Arvelius (Reval, ma Tallinn, Észtország, 1753. február 16. - Reval, 1806. július 15.) balti német-észt író.

## Élete
Apja Friedrich Immanuel Arvelius evangélikus lelkész, anyja Augusta Johanna Friesell volt. 16 éves koráig Viru-Nigulában tanult, 1769 és 1771 közt a revali székesegyházi iskola hallgatója volt. 1771 és 1775 között teológiát, filológiát és más tárgyakat tanult a Lipcsei Egyetemen, ezután visszatért Észtországba. Az észak-észtországi Virumaa-ban, Kalviban és Kiiklában volt tanár Friedrich von Rosen báró szolgálatában.1790-től a tallinni gimnáziumban a teológia professzora volt. Latin nyelvet, földrajzot és történelmet tanított, valamint többször betöltötte az iskola rektori posztját is. 1803-ban udvari tanácsossá nevezték ki.
Két pedagógiai-felvilágosító munkát írt, e művek tették híressé: Üks Kaunis Jutto- ja Öppetusse-Ramat (első kötet: 1782; második kötet: 1787)  és a Ramma Josepi Hädda- ja Abbi-Ramat (1790). Az előbbi nagyrészt észt nyelvre fordított népszerű olvasmányokat tartalmazott, ezek egy része Friedrich Eberhard von Rochow (1734-1802) Der Kinderfreund (első kötet: 1776; második kötet: 1779) vett át, néhányat pedig saját maga írt. 1790-ben jelent meg az Arvelius által írt Ramma Josepi Ello, Öppetussed ja Könned című történet. Ramma Josep karakterében Arvelius egy értelmes, felvilágosult észtet mutat be moralizáló hangnemben, aki megpróbál megszabadulni a kor vidéki lakosságát jellemző általános iskolázatlanságtól. Az Üks Kaunis Jutto- ja Öppetusse-Ramat második kötetében jelent meg Rudolph Zacharias Becker (1752-1822) Noth- und Hülfsbüchlein für Bauersleute című munkájának észt fordítása, amelyet Arvelius az észt szükségletekhez igazítva számos tanáccsal bővített. A didaktikus felfogású kötet a Tallinner Amateurtheaters (Tallinni Amatőrszínház) támogatásával tízezer példányban jelent meg részben ingyenesen terjesztették a szegények közt.
Arvelius kezdettől fogva szorosan kötődött az észt amatőr színházhoz. Kiiklában töltött ideje alatt támogatta a helyi színházi előadásokat, és kapcsolatba került a Tallinni Amatőrszínház igazgatójával, August von Kotzebue-val. 1776-ban egy rövid, vázlatos munkát adott ki a színház történetéről és tevékenységéről Skizze einer Geschichte des Revalschen Liebhaber-Theater címen. Kotzebue számára feltehetőleg néhány észt nyelvű részt írt annak darabjaihoz. 1794-ben megpróbált egy észt nyelvű darabot színre vinni, de nem járt sikerrel. Testvére, Martin Heinrich Arvelius (1760-1799) szintén a színházban tevékenykedett. Friedrich Gustav Arvelius három drámát írt németül: Elisa (Riga, 1777), Lydia és a Der Neujahrstag (mindkettő: Lipcse, 1779). Észt nyelvű darabja, a Ramma Josepi Jubilei (1774) kiadatlan maradt. Munkássága alapján a Sturm und Drang követője volt. Német nyelven írt verseket, ezeket Sembard álnév alatt a Monatsschrift für Geist und Herz és a Ehstländischen poetischen Blumenlese folyóiratokban közölte. 
1792-ben jelentette meg Über die Kultur der esthnischen Sprache című munkáját, amelyben az észt anyanyelvi használatát propagálta, s szorgalmazta az észt kulturális nyelvvé való továbbfejlesztését. 1787-ben adta ki a felvilágosodásról szóló munkáját Gedanken über unsere neuesten Aufklärer und Toleranz-Prediger címen.

## Válogatott munkái
- Üks Kaunis Jutto- ja Öppetusse-Ramat. Söbbra polest, meie maa-laste heaks, ja nendele röömsaks ajawiiteks koggutud ja kokko pandud, kes aeglaste öppiwad luggema. Tallinas trükkitud Lindworsse kirjadega, 1782
- Üks Kaunis Jutto- ja Öppetusse-Ramat. Söbbra polest, meie maa-laste heaks, ja nendele röömsaks ajawiiteks koggutud ja kokko pandud, kes aegsaste öppiwad luggema. Teine Jaggo. - Tallinas trükkitud Iwerseni ja Wehmeri kirjadega, 1787
- Ramma Josepi Hädda- ja Abbi-Ramat. Ehk maggusad ja tullusad juttud ja öppetused, kuida ma-rahwas woib röömsaste ellada, ausal wisil rikkaks sada, ja isse ennesele ja mu rahwale monnesugguses häddas ja wiletsusses abbi tehha. Trükkitud Iwerseni ja Wemeri kirjadega, 1790
- Über die Kultur der estnischen Sprache. Eine Einladungs-Schrift zur Feier des hohen Nahmens-Festes Ihro Käiserlichen Majestät Catharina Alexiewna Selbstherscherinn von ganz Russland. Reval am 23sten November 1792

## Fordítás
- Ez a szócikk részben vagy egészben  a   Friedrich Gustav Arvelius című német Wikipédia-szócikk ezen változatának fordításán alapul.  Az eredeti cikk szerkesztőit annak laptörténete sorolja fel. Ez a jelzés csupán a megfogalmazás eredetét és a szerzői jogokat jelzi, nem szolgál a cikkben szereplő információk forrásmegjelöléseként.